# Толстоголовка тире
Толстоголовка тире (лат. Thymelicus lineola) — бабочка из семейства толстоголовок.

## Этимология названия
Linea (латинский) — линия, черта.

## Описание
Размах крыльев до 3 см. Длина переднего крыла 12—15 мм. У самцов окраска крыльев охристая, с темным андрокониальным штрихом в центре переднего крыла. У самок крылья коричневого цвета, с охристо-рыжими пятнами. На передних крыльях у самцов имеется тонкая черная полоска пахучих чешуек. Характерный признак вида — прямая, чёрная снизу, булава усиков.

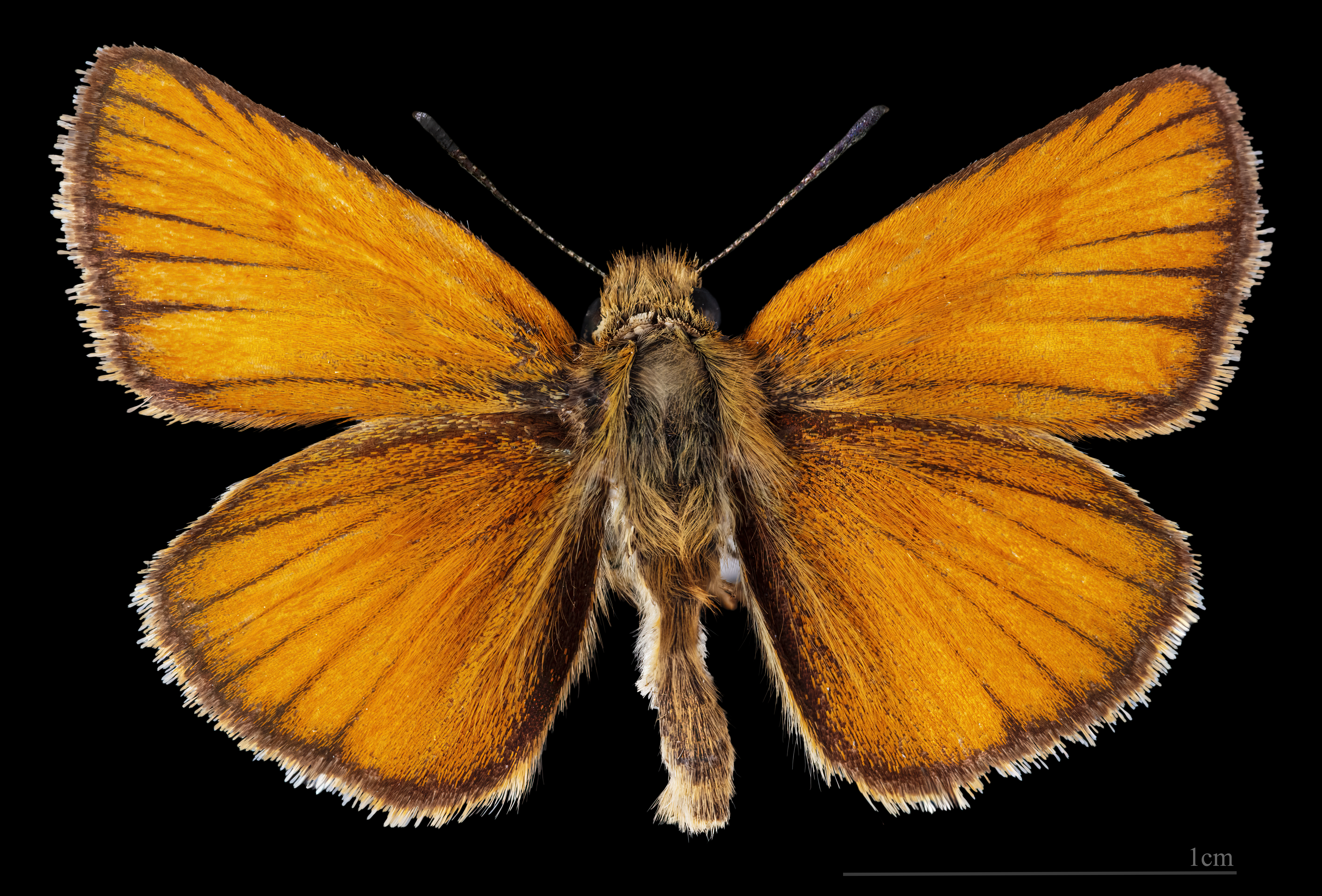
Thymelicus lineola ♂
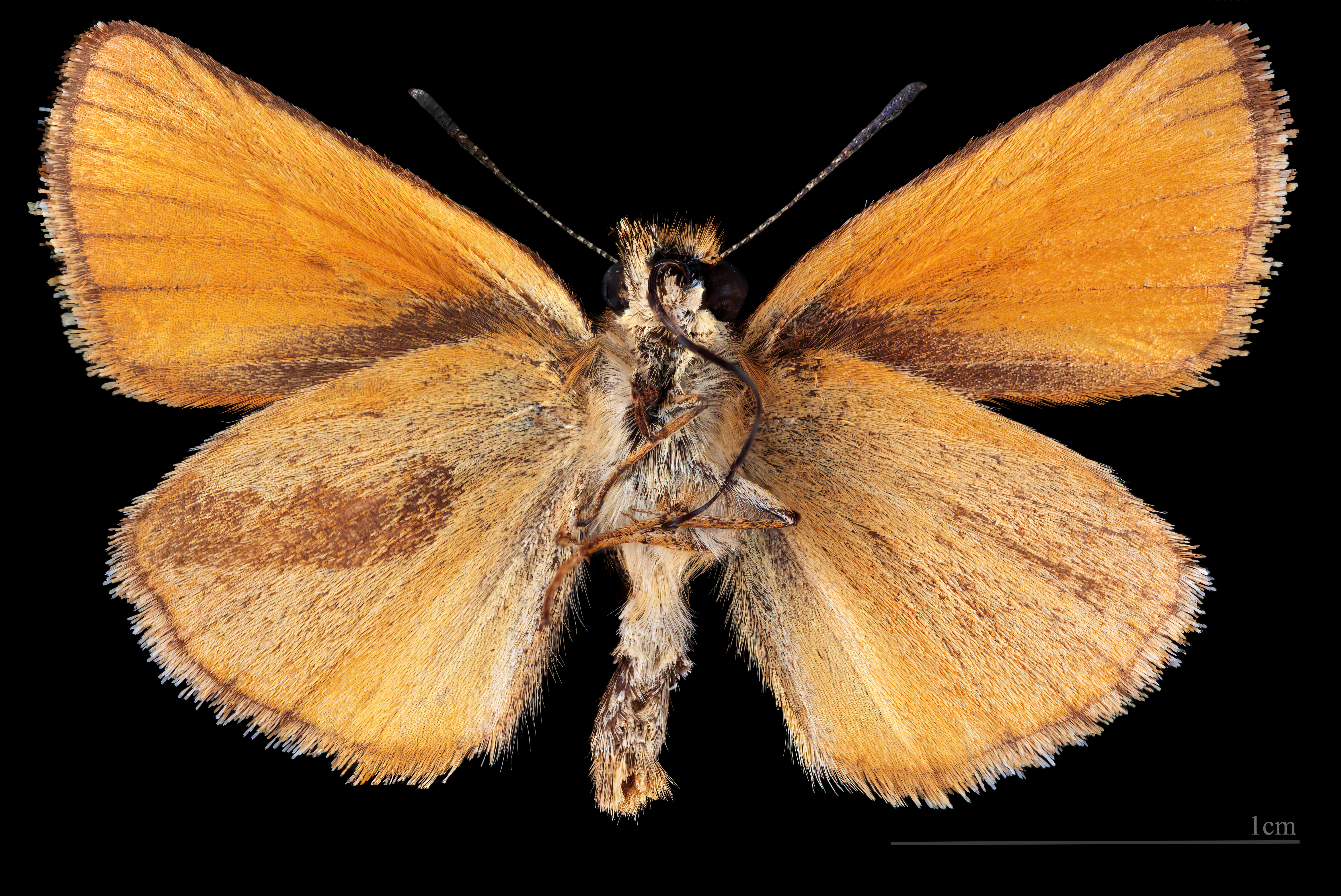
♂ △
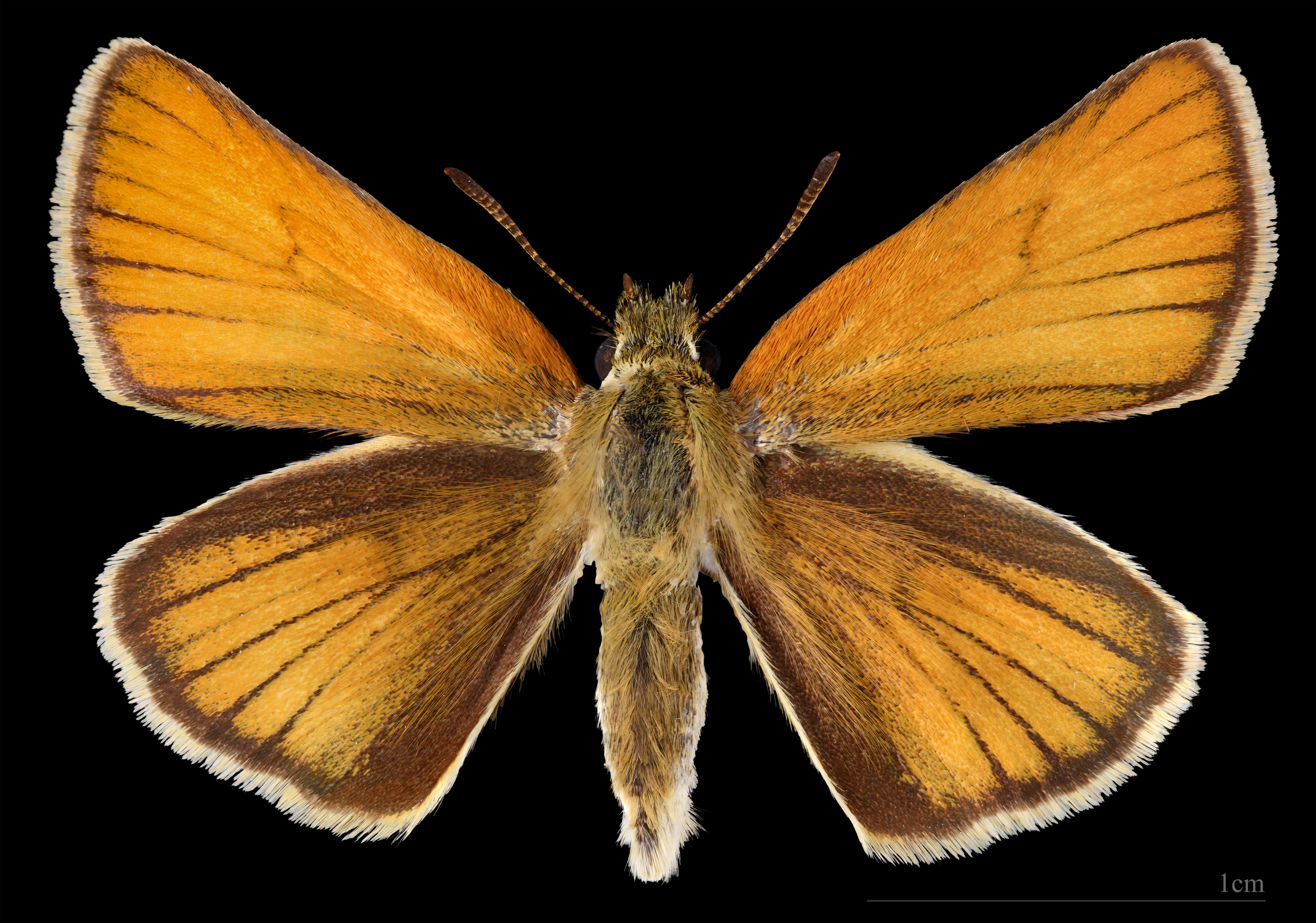
♀
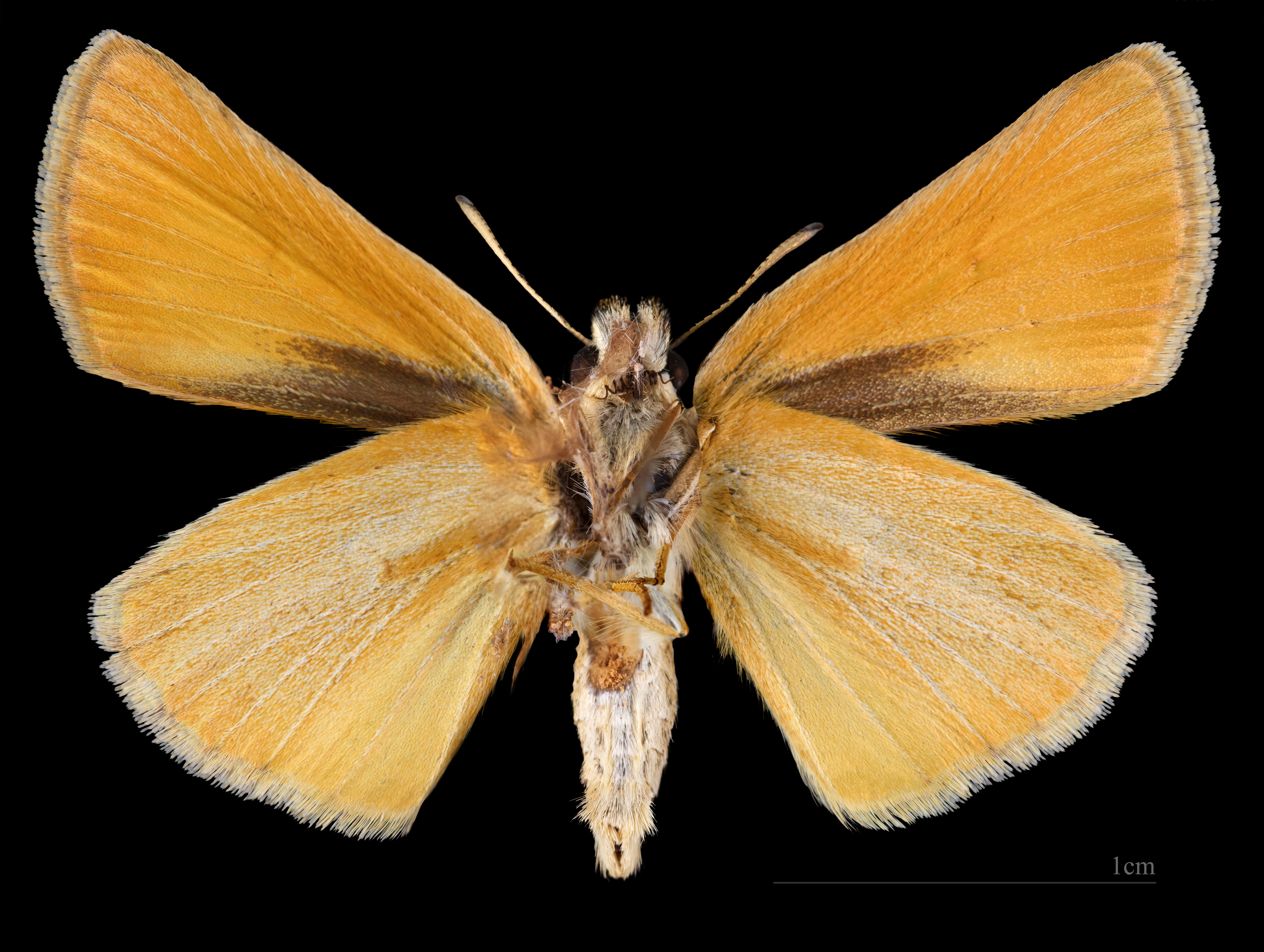
♀ △

## Ареал и места обитания
Северная Африка, внетропическая Евразия. Вид был завезен в Северную Америку.
В Восточной Европе вид встречается практически на всей территории региона, за исключением крайнего севера. Является одним из самых обычных видов семейства на различных типах лугов.
Бабочки населяют различные типы лугов, лесные опушки, обочины дорог, поляны, берега рек, степные балки, каменистые степи. Обитает также в садах и лесополосах, по обочинам железных и шоссейных дорог, на территории населенных пунктов, в скверах, парках, на пустырях.
На Кавказе населяет разнотравные горные луга до высоты 2600 м над ур. м., заболоченные берега водоёмов, опушки лесов.

## Биология
Развивается в одном поколении за год. Время лёта с середины июня до второй декады августа (иногда — до начала сентября). Бабочки ведут себя очень пугливо. Часто садятся на почву, на травянистые растения, питаются на цветущих сложноцветных (Asterceae). Самцы придерживаются постоянных участков территории, с которых они прогоняют других самцов. Самка откладывает до 40 яиц. Яйца откладываются на листья кормовых растений гусениц (пырей ползучий, житняк, райграс высокий, коротконожка, костер, ёжа, пырей ползучий, овсяница красная, овсяница, тимофеевка луговая, мятлик, тёрна. Зимует в стадии яйца. Гусеницы живут в свернутых шелковиной листьях. Гусеница последнего возраста вырастает до 30 мм. Стадия гусеницы середины апреля до начала июня. Окукливается в легком коконе. Стадия куколки 8 дней. Длина куколки 19 мм.